# 練馬区立光が丘第一中学校
練馬区立光が丘第一中学校（ねりまくりつ ひかりがおかだいいちちゅうがっこう）は、東京都練馬区光が丘六丁目にある公立中学校。2021年（令和3年）5月時点の生徒数は1年生4学級、2.3年生3学級、計10学級282名。 

## 概要

### 施設
- 校地 15,000.73m2
- 体育館 鉄筋コンクリート 909m2
- プール 25m×10m
- 校舎 鉄筋コンクリート4階建 延 5,565m2
- 普通教室 18室
- 特別教室 12室

### 生徒数
- 一学年：114人 4クラス
- 二学年：87人 3クラス
- 三学年：82人  3クラス

（すべて令和3年5月現在）

## 教育目標及び学校長の経営方針

### 教育目標
目指す生徒像
- 自主的に学び、考え、実行する人
- 心豊かで、ともに助け合う人
- 健康で、勤労を愛する人

### 目指す学校像
学校像
- 「一人一人の生徒が尊重され、活気に満ちた特色ある学校」

教師像
- 「生徒愛を基盤として、生徒の良さ（個性）を引き出せる教師」
- 学校づくりと教育活動に前向きな教師
- 人間的で、独自的な個性を持った教師
- 創造的で、常に工夫改善を求める教師
- 目標実現に向けて協力して歩む教師
- 研修に励み、資質の向上に努める教師

## 特徴
- 光が丘地区全体の公立小中学校について言えることだが、地域の高齢化を前提として将来的に老人ホームとして機能できるように計画・設計されている。
- 旧光が丘第二小学校と隣接している。
- 在学生・卒業生などからは「ピカ一」「一中（いっちゅう）」「ひかいち」などと呼ばれることが多い。
- PTAによる寄付で各フロアに一台ずつ冷水機が設置されている。

## 沿革
- 1984年
  - 4月1日 - 現在地に練馬区立光が丘第一中学校として開校
  - 7月1日 - 校旗制定
  - 12月1日 - 校歌（作詞・中村千榮子、作曲・平井康三郎）制定
- 1986年
  - 2月10日 - 生徒会設立総会
  - 4月5日 - 校庭移転
- 1990年2月15日 - 練馬区教育委員会教育研究校として国際理解教育研究発表を行う
- 1992年12月24日 - パソコン室整備完了
- 2000年8月31日 - 会議室工事完了
- 2006年8月31日 - 特別工事扇風機取り付け完了

## 部活動一覧

### 文化系部活動
- 吹奏楽部
- 美術部
- パズル研究部（令和5年1学期を以て廃部）

### 体育系部活動
- サッカー部
- バドミントン部
- バスケットボール部
- 野球部
- ソフトテニス部
- 剣道部（令和3年度を以て廃部）
- バレーボール部

### 成績
- 文化系部活動では主に吹奏楽部が優秀な成績を収めており、体育系部活動ではバドミントン部が優秀な成績を収めている（都大会出場　団体3回・個人入賞3位）。

## 年中行事
以下、行事が行われる順に記す。
- 入学式
- 運動会
- （1年）イングリッシュキャンプ
- （3年）修学旅行
- 文化発表会（合唱コンクール）
- （2年）スキー移動教室
- 卒業式

## 通学区域
光が丘駅から北西側を学区とする。
- 高松五丁目（13-24）
- 旭町一丁目（都営光が丘第一アパート22号棟）
- 光が丘五丁目
- 光が丘六丁目

## 進学前小学校
区立中学校選択制度があり区内の遠方から通学している生徒もいるが、学区指定による小学校は以下の通り。※印は小中一貫教育グループの構成校。
- 光が丘四季の香小学校(※)

主に光が丘四季の香小学校と豊渓小学校出身の者であるが、最近はその他の小学校出身の者も多くなっている。

## 学区内の主な施設
- 四季の香公園
- 光が丘清掃工場

## 交通
- 都営地下鉄大江戸線光が丘駅より徒歩8分
- 西武バス
  - （光31、練高01、練高02）光が丘六丁目バス停より徒歩4分
  - （練42、吉60）高松大門通りバス停・高松五丁目バス停より徒歩4分